# 薩布麗娜·岡薩雷斯·帕斯特斯基
薩布麗娜·岡薩雷斯·帕斯特斯基（英語：Sabrina Gonzalez Pasterski，1993年6月3日—），美國籍理論物理學者，研究高能物理。

## 生平
帕氏是獨生女，在美國芝加哥的郊區成長，父母為古巴裔。1998年進入愛迪森區域天才中心（ Edison Regional Gifted Center）就讀，2010年自伊利諾州數理學院畢業。2013年，以 GPA 5.0 滿分自麻省理工學院物理系畢業。2019年自哈佛大學取得物理學博士學位。帕氏的指導教授稱她是「下一個愛因斯坦」。
9歲時，帕氏參加飛行體驗課，14歲開始動手打造一臺單引擎飛機，於16歲駕駛這臺飛機沿密西根湖畔飛行。亞馬遜創始人貝佐斯曾邀約至蓝色起源工作，NASA 也有意延攬她。